# Robert Yan
Robert Yan (né Yann Robert), né le 10 novembre 1901 à Arcachon et mort le 6 octobre 1994 à Lorient, est un artiste peintre aquarelliste français. 

## Biographie
Fils d'un capitaine au long cours, Robert Yan voit le jour en 1901 à Arcachon. Alors qu'il est encore tout jeune, son père s'installe avec sa famille à Quintin, puis à Landerneau.
Sa première vocation est l'architecture, et il intègre l'École nationale supérieure des beaux-arts en 1920. Il opte pour la peinture en 1924 et entre dans l'atelier d'Eugène Narbonne (1885-1973). Il débute au Salon de la Société nationale des beaux-arts de 1928, puis expose dans des galeries à Brest, Paris et Concarneau. En 1929, il va fait un grand tour de Bretagne, qui restera sa source majeure d'inspiration. Il a peint également Vernon, en Normandie, ainsi que la Sologne et les montagnes de la Drôme.
Il devient sociétaire du Salon des artistes français en 1934. La même année, il adhère au mouvement Seiz Breur, présidé par René-Yves Creston, dont il avait fait la connaissance à l'École des beaux-arts en 1923. En 1937, il participe avec Pierre Bertrand à la décoration de la salle Pêche et agriculture du Pavillon de Bretagne de l'Exposition de 1937, ce qui lui vaudra une médaille.
Il est président du Salon des indépendants de 1965 à 1976.
Il est nommé peintre de la Marine en 1973 et se lie d'amitié avec Henri Barnoin, Pierre Bertrand, René-Yves Creston,  Lucien Delpy, Maurice Ménardeau et Pierre Péron.

## Collections publiques
- Fonds de la ville de Rennes[Où ?]
  - Tour Saint-Guénolé
  - Pardon de Penhors
- État français (Paris) fonds d'État[Où ?] : Pardon à Notre-Dame de la Joie
- Fonds de la ville de Paris[Où ?]
- Gray (Haute-Saône), musée Baron-Martin : La mer en fête : le 14 juillet, huile sur toile, 65 × 92 cm, dépôt du Fonds National d'Art Contemporain.

## Salons
- Salon de la Société nationale des beaux-arts de 1928 : Vieilles rue à Vannes, dessin
- Salon des indépendants de 1928
- Salon de la Société nationale des beaux-arts de 1930 : dessins à la sanguine
- Salon de la Société nationale des beaux-arts de 1932 : dessins à la sanguine
- Salon de la Marine de 1943 à 1992

## Expositions
- Galerie Marsan à Paris, 1928 : dessins à la sanguine
- Galerie Saluden à Brest, 1930
- 1937  - Exposition de 1937: Décoration du Pavillon de Bretagne avec Pierre Bertrand
- 1979  - Galerie des Orfèvres 23 place Dauphine, Paris du 6 au 24 mars.
- 1987  -  Galerie des Orfèvres à Paris
- Galerie du Manoir du Moustoir, à Saint-Evarzec

## Distinctions
- Commandant de la Marine Nationale
- Capitaine de Corvette
- Membre du Comité de la Société des artistes indépendants en 1953
- Vice-président de la Société des artistes indépendants de 1957 à 1964
- Président de la Société des artistes indépendants de 1964 à 1976
- Membre du Conseil de la Maison des artistes
- Vice-président de la Fédération  des Sociétés d'arts graphiques et plastiques
- Membre du Comité de liaison  des Sociétés d'arts graphiques et plastiques avec le Ministère des Affaires Culturelles
- Chevalier de la Légion d'honneur
- Officier de l'ordre des Arts et des Lettres

### Sources et bibliographie
- Ouest-France du 10 juillet 1987
- Dictionnaire Bénézit
- Robert Yan, Jean Ducros, Yan, peintre breton, témoin de son siècle, éditions Vue sur Mer, 1993  (ISBN 2909177017)